# Лобас Віктор Володимирович
Віктор Володимирович Лобас (18 серпня 1927, Гельмязів
 — 1 вересня 2017, Тернопіль) — український науковець і педагог, кандидат філософських наук (1973), доцент (січень 1979).

## Біографія
Представник сім'ї вчителів. З 1944 по 1952 рік служив у ВМС СРСР. Учасник Німецько-радянської війни.
У 1952–1957 роках навчався у Львівському державному університеті на філологічному факультеті, відділення логіки і психології. Працював вчителем, директором Ігровицької середньої школи Великоглибочицького району Тернопільської області, з 1959 року завідував відділом народної освіти того ж району.
З лютого 1964 року почав працювати асистентом кафедри суспільних наук з курсу «філософія» Тернопільського філіалу Львівського політехнічного інституту (сьогодні — Тернопільський національний технічний університет імені Івана Пулюя). В 1964–1970 роках навчався в аспірантурі кафедри філософії Львівського університету, науковий керівник — доктор філософських наук, професор Кубланов Б. Г. У 1973 році в Спеціалізованій раді Львівського університету захистив кандидатську дисертацію на тему: «Про деякі особливості і закономірності розвитку буденної свідомості». З 1980 по 1982 рік завідував кафедрою суспільних наук. З 1993 по 2006 рік очолював кафедру українознавства і філософії. 18 років виконував обов'язки вченого секретаря університету. Багато років вів основні навчальні курси з філософії, логіки, філософії і методології науки і техніки, основ психології і педагогіки вищої школи, в яких впроваджуються новітні навчальні технології, проводяться тренінги та тести з соціоніки, соціометрії, конфліктології та вивчення соціально-психологічних особливостей особистості й студентських колективів.
Наукові праці стосуються філософських проблем онтології, гносеології, феноменології, зокрема формування буденної свідомості, психології та системології.

## Нагороди

### СРСР
- 12 медалей за участь у Другій світовій війні.
- Орден Вітчизняної війни 2-го ступеня

### Україна
- Орден «За мужність»
- Заслужений працівник освіти України (1997)
- Почесний професор Тернопільського державного технічного університету імені Івана Пулюя (2004)
- Стипендія Кабінету Міністрів України (2006)